# 西原大学 (韩国)
 西原大学（韩语：서원대학교，英语：Seowon University）是一所韩国四年制私立大学。位于忠清北道清州市西原区摩清洞。其前身是成立于1968年的清州女子初等专科学校，后更名为清州女子专科学校、清州女子师范专科学校、清州师范专科学校和书院专科学校，1992年升格为综合大学并更名为现在的校名。即使在转为综合大学后的今天，它的学院中仍旧设有师范学院。英文缩写为SWU，韩文缩写为서원대(西原大)、청주사범대（清州师范大）和청주사대(清州师大)。

## 历史
- 1968年3月9日：开办清州女子短期大学
- 1970年3月9日： 更名为清州女子学院
- 1973年3月1日：更名为清州女子师范学院
- 1979年3月1日：更名为清州师范大学
- 1988年3月1日：改为西原大学
- 1992年3月13日：升格为综合大学后更名为西原大学校。
- 1992年3月14日：成立附属继续教育学院
- 1994年10月21日：设立教育研究生院
- 2000年7月18日：设立信息通信研究生院
- 2005年7月20日：召开第一届朝鲜大学平壤国际会议[1]
- 2006 年 9 月 20 日：区域创新中心 (RIC) 开业
- 2011年9月11日： 被教育科学技术部选定为政府资助的有限大学[2]
- 2012年3月30日：第20任理事长孙容基就职典礼
- 2012年3月31日：第14任校长孙石民就职典礼
- 2013年12月27日：获得大学机构评估认证第一周期的 "认证"（2014.1.1 - 2018.12.31/5年）
- 2016年3月31日：第15任校长孙石民就任[3]
- 2016年4月18日：师范院校评估等级为C级，院系数量减少[4]
- 2017年9月14日： 荣获第18届中小企业技术创新大赛总理奖[5]
- 2017年12月19日：荣获2017年总统表彰的创造就业支持奖[6]
- 2018年1月26日： 荣获2017年副总理兼教育部部长免费学期制度奖[7]
- 2018年8月23日： 因教育部大学基本能力诊断结果，入选自强大学[8]
- 2019年12月20日：获得第二轮大学机构评估认证的 "认证"（2019.1.1 ~ 2023.12.31/5 年）
- 2020年4月21日：区域统一教育中心成立[9]
- 2020年9月27日： 教师培训机构评估A级，由副校长授予[10]
- 2020年11月20日： 第21任理事长全灿九就职[11]
- 2020年11月23日：第16任校长孙锡民就职[12]

## 教育体系
西原大学的本科课程分为五个学院。大学没有一般研究生院，但设立了两个专门研究生院，即教育研究生院和产业研究生院，以提供硕士学位课程。

## 事件

### 西原大学管理权争议
2008年，现代百货集团寻求收购西原大学 ，但学校法人拒绝转让管理权。  2011年现代百货集团放弃收购后，与第二优先竞标者FX公司的谈判结束。2012年3月28日，教育部批准任命FX公司首席执行官孙永基为董事会主席  ，2012年4月24日，孙永基被任命为董事会主席，其子孙锡民被任命为校长。 

## 附近主要设施
- 莫忠小学
- 银湖中学
- 忠北女子中学
- 银湖高中
- 忠北女子高中
- 清州女子商业高中
- 忠北地方兵务厅
- 清州赤圭图书馆

## 脚注
1. ↑  서원대학교. . 2004-08-24  [2020-10-17]. （原始内容存档于2023-12-24） （韩语）.
2. ↑  조채희. . 연합뉴스. 2011-09-05  [2018-06-28]. （原始内容存档于2018-06-28）.
3. ↑  . 2016-04-04  [2020-12-12]. （原始内容存档于2023-12-25） （韩语）.
4. ↑  김형우. . 연합뉴스. 2016-04-18  [2018-06-28]. （原始内容存档于2018-07-29）.
5. ↑  . 2017-09-14  [2020-10-17]. （原始内容存档于2023-12-24） （韩语）.
6. ↑  이승민. . 2017-12-19  [2020-10-17]. （原始内容存档于2023-12-25） （韩语）.
7. ↑  . 2018-01-23  [2020-10-17]. （原始内容存档于2023-12-24） （韩语）.
8. ↑  . 2018-08-23  [2020-10-17]. （原始内容存档于2020-10-17）.
9. ↑  . 2020-04-21  [2020-10-15]. （原始内容存档于2023-12-25） （韩语）.
10. ↑  . 2020-09-27  [2020-10-15]. （原始内容存档于2023-12-24） （韩语）.
11. ↑  . 2020-11-20  [2020-11-21].
12. ↑  . 2020-11-20  [2020-11-21]. （原始内容存档于2023-12-24） （韩语）.
13. ↑  오윤주 기자. . 한겨레. 2008-07-15  [2023-12-24]. （原始内容存档于2023-12-24）.
14. ↑  오윤주 기자. . 한겨레. 2008-07-21  [2023-12-24]. （原始内容存档于2023-12-25）.
15. ↑  유태종 기자. . 조선일보. 2012-03-29.
16. ↑  김현우 기자. . 연합뉴스. 2012-04-25.